# ゴビアテリウム
ゴビアテリウム (Gobiatherium) は、新生代第三紀始新世中期にアジアに分布した大型の哺乳類。恐角目・ウインタテリウム科。学名はゴビ砂漠の獣。

## 形態
体長3m - 4m、頭骨長約70cm。サイほどの大きさの大型草食動物。恐角目に属するが、ウインタテリウムの様な多数の角は持たない。かわりに鼻の周囲の骨が瘤状に盛り上がっていた。ここにサイの様な角質の角があったとされる。また、上顎の切歯及び犬歯は失われている。おそらくはカバの様に水辺を生活の場とし、水生生物などを餌としていたとされる。以上の様にウインタテリウムとは様々な点で異なっているが、その差異は亜科のレベルに過ぎないとされる。